# دیوار بزرگ زیرزمینی چین
دیوار بزرگ زیرزمینی چین (به چینی: 地下长城) نام غیررسمی سیستم وسیعی از تونل‌ها است که حکومت چین، برای اهدافی نظامی چون ذخیره، محافظت، پنهان‌سازی و حمل موشک‌های بالستیک قاره‌پیما استفاده می‌کند.

## شرح
به‌دلیل پنهان‌کاری زیاد حکومت چین در مورد این تونل‌ها، اطلاعات زیادی در مورد آن‌ها در دسترس عموم نیست. با این حال، اعتقاد بر این است که این تونل‌ها دارای قابلیت نگهداری، جابجایی و حفاظت از موشک‌های بالستیک قاره‌پیما هستند.
در سال ۲۰۰۸، گزارشی توسط تیم دانشگاه جرج‌تاون به سرپرستی فیلیپ کاربر در این رابطه منتشر شد. این گروه با یک تحقیق سه‌ساله و نقشه‌برداری از سیستم پیچیدهٔ تونل‌های مخفی چین که حدود ۵۰۰۰ کیلومتر امتداد دارد، مشخص کرد که زرادخانه هسته‌ای چین به نهادهای بین‌المللی، اعلام و اظهار نشده‌است و ممکن است تا ۳۰۰۰ کلاهک هسته‌ای در این شبکهٔ تونلی ذخیره شده باشد. این گزارش همچنین نشان می‌دهد که نفوذ کردن و تخریب این تونل‌ها با استفاده از تسلیحات متعارف و برخی تسلیحات هسته‌ای مانند بمب‌های ب۶۱، امکان‌پذیر نیست.